# Linkers – Titkos kódok
A Linkers – Titkos kódok (eredeti cím: Linkers, Codes Secrets) francia televíziós 3D-s számítógépes animációs sorozat, amelyet Stefania Raimondi rendezett. A zenéjét François Elie Roulin szerezte, a producere Annita Romanhelli és Steve Balissat. A Rai Fiction készítette, az Ellipse Animation és a Mediatoon forgalmazta. Franciaországban 2014. október 19. és december 21. között a Canal J vetítette, Magyarországon pedig 2015. május 22. és június 16. között a Megamax sugározta.

## Ismertető
A főhős, öt kis hős, akik egy közösségi oldalon ismerkedtek meg egymással, és mindaddig nem is futottak össze, amíg Cassiel, a zseniális játéktervező meg nem hívta a csapat tagjait menedékházába. Amikor odaérnek, Cassielnek már csak a hűlt helyét látják, mivel az egyik játéka foglyul ejtette őt. Cassielt megpróbálják kiszabadítani, de ehhez a játék részévé kell válniuk, és minden ismeretlen kódot meg kell fejteniük. A csapattagok Cassiel virtuális világában járnak, és könnyen rájönnek, hogy ez az apró vakáció részükre, egy lélegzetelállító küldetés.

## Szereplők
| Szereplő | Magyar hang     | Leírás                                                                                             |
| -------- | --------------- | -------------------------------------------------------------------------------------------------- |
| Cassiel  | Szabó Máté      | A főhős, aki be van zárva a saját játékába. Barna hajú, barna szemű tinédzser fiú.                 |
| Doc Arty | Kassai Károly   | Mesterséges intelligencia, akit eredetileg Cassiel hozott létre, de később irányíthatatlanná vált. |
| Dragon   | Baráth István   | A kék hajú, lila szemű tinédzser fiú.                                                              |
| Lune     | Győrfi Laura    | A vörös hajú, szürke szemű tinédzser lány.                                                         |
| Mei      | Pekár Adrienn   | A lila hajú, lila szemű tinédzser lány.                                                            |
| Peach    | Pálmai Szabolcs | A szőke hajú, zöld szemű tinédzser fiú.                                                            |
| Tess     | Gulás Fanni     | A szőke hajú, kék szemű tinédzser lány.                                                            |

## Epizódok
| #   | Magyar cím            | Angol cím           | Eredeti cím               | Magyar premier   | Eredeti premier    | Író                                                                     |
| --- | --------------------- | ------------------- | ------------------------- | ---------------- | ------------------ | ----------------------------------------------------------------------- |
| 1.  | A találkozás          | Linked              | Urgence immersion !       | 2015. május 22.  | 2014. október 19.  | Samuel Barksdale                                                        |
| 2.  | Mechanomániákus       | Mechanomaniac       | Mecanomaniaque            | 2015. május 23.  | 2014. október 19.  | JC Bartoll                                                              |
| 3.  | Szellemvadászat       | Catch That Ghost    | Chasse aux spectres       | 2015. május 29.  | 2014. november 2.  | Peter Berts                                                             |
| 4.  | Érezd a ritmust!      | Check That Tune     | Sur un air d'echec        | 2015. május 25.  | 2014. október 26.  | Samuel Barksdale                                                        |
| 5.  | Rímekbe szedve        | Like a Poem         | Trouvez la clef !         | 2015. május 26.  | 2014. október 26.  | Benoît Grenier                                                          |
| 6.  | Karkalot titkok       | Karkalot Secrets    | Le secret de Karkalot     | 2015. május 27.  | 2014. október 26.  | Denis Lima                                                              |
| 7.  | Sötét erdők           | Darkwoods           | Forêt très noire          | 2015. május 28.  | 2014. november 2.  | Samuel Barksdale                                                        |
| 8.  | Őrült futam           | Bugged Buggies      | À toute blinde            | 2015. május 24.  | 2014. október 19.  | Peter Berts                                                             |
| 9.  | Kifutón               | On the Runway       | C'est la mode             | 2015. június 2.  | 2014. november 9.  | Történet: Mathilde Maraninchi & Antonin Poirée Forgatókönyv: Denis Lima |
| 10. | Sportcsapat           | Sport Team          | L'esprit d'équipe         | 2015. május 31.  | 2014. november 9.  | Guglielmo Fiamma & Silvia Mastrangelo                                   |
| 11. | Sárkánykaland         | Dragon Quest        | En quête du dragon        | 2015. május 30.  | 2014. november 2.  | JC Bartoll                                                              |
| 12. | Pizzát mindenkinek    | Pizza for All       | Une tournée de pizza      | 2015. június 1.  | 2014. november 9.  | Denis Lima                                                              |
| 13. | Amit tudni kell rólam | All About Me        | Maxi peurs                | 2015. június 3.  | 2014. november 16. | Guglielmo Fiamma & Silvia Mastrangelo                                   |
| 14. | Kungfunövendékek      | Kung Fu Scholars    | Maître Yi et le yang      | 2015. június 4.  | 2014. november 16. | Mathilde Maraninchi & Antonin Poirée                                    |
| 15. | A nagy testvér        | Eye in the Sky      | Sous surveillance         | 2015. június 7.  | 2014. november 23. | Denis Lima                                                              |
| 16. | A tigris nem kiscica  | Tigers Are No Pet   | Gentil le tigre !         | 2015. június 5.  | 2014. november 16. | Guglielmo Fiamma & Silvia Mastrangelo                                   |
| 17. | Kapj el, ha tudsz!    | Catch Me If You Can | Attrape le si tu peux !   | 2015. június 6.  | 2014. november 23. | Guglielmo Fiamma & Silvia Mastrangelo                                   |
| 18. | A lóhere alatt        | Under the Shamrock  | Un air porte bonheur      | 2015. június 8.  | 2014. november 23. | Benoît Grenier                                                          |
| 19. | Emlékszem             | I Do Remember       | Mémoire détraquée         | 2015. június 9.  | 2014. november 30. | Guglielmo Fiamma & Silvia Mastrangelo                                   |
| 20. | Valahol mélyen        | Deep Memory         | Au fond du fond !         | 2015. június 10. | 2014. november 30. | Guglielmo Fiamma & Silvia Mastrangelo                                   |
| 21. | Aprócska óriás        | Tiny Life           | Hamsteroïde               | 2015. június 11. | 2014. november 30. | Denis Lima                                                              |
| 22. | Szerencsekerék        | The Wheel of Chaos  | La règle du chaos         | 2015. június 12. | 2014. december 7.  | Mathilde Maraninchi & Antonin Poirée                                    |
| 23. | Összezavarodva        | Entangled           | Mensonge ou vérité ?      | 2015. június 13. | 2014. december 7.  | Guglielmo Fiamma & Silvia Mastrangelo                                   |
| 24. | Űrlovagok             | Galaxy Riders       | Cavaliers de la galaxie   | 2015. június 14. | 2014. december 14. | Benoît Grenier                                                          |
| 25. | Ki az igazi?          | Fakes               | Perdus dans le labyrinthe | 2015. június 15. | 2014. december 21. | Samuel Barksdale                                                        |
| 26. | A játéknak vége       | Game Over           | Game over                 | 2015. június 16. | 2014. december 21. | Benoît Grenier                                                          |